# Hyles chamaenerii
Hyles chamaenerii är en fjärilsart som beskrevs av Harris 1839. Hyles chamaenerii ingår i släktet Hyles och familjen svärmare. Inga underarter finns listade i Catalogue of Life.